# Josep Planells Roig
Josep Planells Roig, conegut com a Canal (Sant Miquel de Balansat, Sant Joan de Labritja, 1941) és un comerciant i polític eivissenc.
Es dedicà al comerç i a la indústria i es presentà a les eleccions pre-autonòmiques al Consell Insular d'Eivissa i Formentera de 1979 dins una llista d'Independents amb suport d'Alianza Popular. Fou escollit i el nomenaren conseller d'agricultura, ramaderia i indústria. Fou novament escollit a les eleccions al Parlament de les Illes Balears de 1983 dins les llistes d'AP-PDP-UL, ocupant fins a 1987 la mateixa conselleria. Formà part de la Comissió Interparlamentària d'Indústria del Partido Popular a Madrid.